# Clásica de Almería 2006
La Clásica de Almería 2006, ventunesima edizione della corsa, si disputò il 27 febbraio 2005 per un percorso di 173,4 km. Fu vinta dallo spagnolo José Iván Gutiérrez, che terminò in 4h16'41". La gara faceva parte del calendario UCI Europe Tour 2006, categoria 1.1.

## Ordine d'arrivo (Top 10)
| Pos. | Corridore             | Squadra          | Tempo    |
| ---- | --------------------- | ---------------- | -------- |
| 1    | Francisco Pérez       | Caisse d'Epargne | 4h16'41" |
| 2    | Ricardo Serrano       | Kaiku            | a 7"     |
| 3    | Adolfo García Quesada | Andalucía        | s.t.     |
| 4    | Allan Davis           | Liberty Seguros  | a 19"    |
| 5    | Francisco Ventoso     | Saunier Duval    | s.t.     |
| 6    | Heinrich Haussler     | Gerolsteiner     | s.t.     |
| 7    | Alejandro Valverde    | Caisse d'Epargne | a 20"    |
| 8    | Damiano Cunego        | Lampre-Fondital  | s.t.     |
| 9    | Adrián Palomares      | Kaiku            | s.t.     |
| 10   | Dionisio Galparsoro   | Kaiku            | s.t.     |